# Crossogyna nipponica
Crossogyna nipponica là một loài Rêu trong họ Jungermanniaceae. Loài này được (S. Hatt.) Schljakov mô tả khoa học đầu tiên năm 1975.